# Rivoluzione civile
La rivoluzione civile è una rivoluzione che prende il via da istanze della popolazione civile. In genere è incruenta e spesso non vi partecipa l'esercito. In senso lato si definisce rivoluzione civile un netto e repentino rinnovamento degli usi e delle consuetudini civili o amministrativi di una nazione.
Diversi fenomeni storici sono stati descritti come "rivoluzioni civili" da alcuni autori, come ad esempio:
- La prima parte della Rivoluzione francese del 1789[1];
- La  Repubblica Romana di Mazzini nel 1849[2];
- Il Rinnovamento Meiji in Giappone tra il 1866 e il 1869[3];
- La rivoluzione portoghese del 1910[4];
- Il Sessantotto[5].